# Sid Meier's Pirates!
Sid Meier's Pirates!, presentato anche come Pirates!, è un videogioco creato da Sid Meier e sviluppato e all'inizio pubblicato da MicroProse nel 1987 per diversi computer. Il gioco è una simulazione della vita di un pirata nell'America coloniale, approssimativamente nel XVII secolo. Il gioco venne migliorato e riproposto nel 1993 con Pirates! Gold e nel 2004 con l'omonimo, migliorato, Sid Meier's Pirates!.

## Modalità di gioco
Pirates! è un gioco a giocatore singolo. Il giocatore non prende a tutti gli effetti il ruolo di un pirata, ma piuttosto quello di un corsaro a capo di una o più navi, al servizio dell'Inghilterra, della Francia, dei Paesi Bassi o della Spagna (sebbene non debba per forza rimanere fedele a una nazione; difatti la sua lealtà può passare da una nazione all'altra nel corso del gioco). Le quattro affiliazioni rappresentano, nell'ordine specificato, i quattro livelli di difficoltà dell'avventura: il gioco sarà più facile e adatto ai principianti se si sceglie di supportare la Corona Inglese, mentre sarà molto impegnativo se si prenderanno le parti dei Reali di Spagna.
Il gioco non ha un obiettivo preciso, infatti non c'è una vera storia portante e il giocatore può decidere se accettare le sfide, ritrovando persone rapite o i vari tesori, o se limitarsi a saccheggiare le navi che trova lungo il suo cammino. Inoltre può saccheggiare e sconfiggere intere città, catturare altri fuorilegge come lui o sbarcare in tutte le città e alimentare floridi traffici commerciali.
Ogni partita può prendere strade differenti, vari eventi all'inizio del gioco possono modificare enormemente le future opzioni strategiche. Il gioco però non dura all'infinito, infatti il protagonista invecchia con gli anni e i combattimenti si fanno man mano più difficili a causa dei suoi "acciacchi" che aumentano col passare degli anni. Il gioco finisce quindi quando un giocatore si ritira, ma a questo punto ha guadagnato una posizione sociale per la sua vita futura, ammucchiando il bottino e ricevendo terreni dai vari governatori in cambio dei suoi servizi. Così il pirata può passare dallo status di barbone fino a quello di consigliere del re.
Le scelte gestionali e strategiche vengono fatte tramite menù testuali e illustrati, per molte cose, dal decidere quali merci acquistare o saccheggiare in relazione al limitato spazio della stiva, allo scegliere una moglie, fino al decidere quando spartire il bottino con la ciurma.
Sono presenti inoltre diverse sequenze d'azione in tempo reale:
- Esplorazione e navigazione, muovendo la propria nave con controllo rotazionale su una vasta mappa dei mari dell'America centrale, con scorrimento multidirezionale. Possono avvenire avvistamenti casuali di altre navi e si può approdare nei numerosi porti. È possibile anche lo sbarco sul territorio disabitato e il movimento della ciurma a piedi, ad esempio per la ricerca di tesori.
- Sequenze di scherma, sotto forma di picchiaduro bidimensionali uno contro uno, che rappresentano duelli contro altri capitani o assalti alle città.
- Battaglie navali, tra due navi visualizzate in piccolo dall'alto, armate di cannoni e influenzate dal vento.
- Uso del sestante.

## Successo
Pirates! è stato nominato gioco dell'anno per il suo genere da almeno tre riviste di giochi, e ha continuato a ricevere riconoscimenti, essendo stato reputato il 18° miglior gioco per computer di tutti i tempi da Computer Gaming World nel 1996 e al 6º posto tra i migliori di tutti i tempi da IGN nel 2005.

## Versioni
La versione originale del 1987 pubblicata da MicroProse fu tradotta e riadattata dall'originale versione per Commodore 64. Esso fu riadattato per l'Amiga nel 1990, per l'Apple II nel 1987, per l'Apple IIGS nel 1988, per l'Atari ST nel 1989, per Macintosh nel 1988(?), per Amstrad CPC nel 1987, per il Nintendo Entertainment System nel 1991 e per PC nel 1987. La versione ZX Spectrum venne annunciata ma mai realizzata.
Nella versione per Atari ST figurava un sistema di protezione contro la copia pirata che richiedeva al giocatore di identificare, in base alla bandiera, la prima nave privata che incontrava. Anche le versioni per Commodore 64, MS-DOS e Amiga inclusero una protezione contro la copia pirata, nella quale il giocatore doveva confermare il tempo dei diversi tesori riferendosi al manuale.